# Flávio Viegas Amoreira
Flávio Viegas Amoreira es escritor, poeta, cuentista y crítico literario. Es considerado una de las voces más destacadas de la nueva literatura brasileña surgida a principios del siglo XXI con la llamada "Generación 00". Su obra se caracteriza por una fuerte experimentación formal e innovación de contenidos, alternando diversos géneros dentro de una sintaxis fragmentada. 

## Biografía
Flávio Viegas Amoreira, nacido en Santos en 1965, es escritor, poeta, cuentista, novelista, dramaturgo y periodista. A lo largo de su carrera, ha sido compañero estético de importantes compositores como Gilberto Mendes y Livio Tragtenberg, con quienes desarrolló proyectos de integración entre la literatura y la música. En 2022, con motivo del centenario de Gilberto Mendes, el escritor publicó una biografía en homenaje al músico y director de orquesta de Santos.   Activo como promotor cultural, desarrolla proyectos en São Paulo, Río de Janeiro y la región del Litoral Paulista, promoviendo debates sobre artes de vanguardia, veladas poéticas y talleres de creación literaria.
Su producción literaria incluye 14 libros, entre ellos Maralto, A Biblioteca Submergida, Contogramas, Escorbuto, Cantos da Costa, Edoardo, O Ele de Nós, Oceano Cais, Desaforismos y Pessoa doutre margin. Amoreira también ha participado en varias antologías de poesía y cuentos, entre ellas Geração Zero Zero, que reúne a escritores innovadores publicados en la primera década del siglo XXI, organizada por el crítico Nelson de Oliveira.
En teatro, además de desempeñarse como dramaturgo, concedió una controvertida entrevista al director Antônio Abujamra en el programa Provocações de TV Cultura, donde abordó temas relevantes para la literatura y la cultura brasileña. Destaca su participación en universidades, revistas, redes sociales y la creación de arte digital, reafirmándolo como una de las figuras más dinámicas de la Nueva Literatura Brasileña.
Flávio Viegas Amoreira está asociado al movimiento cultural de Santos, surgido a finales de los años 70 y principios de los 80, un período marcado por desafíos en la escena artística y política tras la apertura del régimen militar. Su obra se caracteriza por una profunda conexión con la geografía de Santos, ciudad que inspira su poesía y crítica social, frecuentemente impregnadas de metáforas marítimas y una mirada atenta a las transformaciones culturales.
A lo largo de su carrera, Amoreira también se ha desempeñado como docente en talleres literarios. En 2024, fue elegido miembro de la Academia Santista de Letras (ASL), ocupando la silla 25, cuyo patrono es el poeta Vicente de Carvalho, consolidando así su influencia en el panorama literario.

## Crítica literaria
El crítico literario estadounidense y profesor de la Universidad de Florida, Charles Perrone, en su libro Brasil, la lírica y las Américas, analiza la obra Escorbuto: Cantos da Costa, de Flávio Viegas Amoreira. Perrone destaca el carácter posmoderno y experimental del autor, describiéndolo como "un escritor posmoderno delirante que se apropia de todas y cada una de las fuentes, cuya conciencia difusa genera densos flujos de palabras e imágenes de fenómenos culturales sorprendentes, algunos de los cuales emergen a la superficie para una mayor exposición o proposición." 
La crítica literaria y profesora de la USP, Aurora Bernardini, analizó el libro A pesar de ti, cuento de Flávio Viegas Amoreira, destacando su innovación en términos de "escritura en Internet". Según Bernardini, la obra, compuesta por 52 minicuentos de “palabras en libertad”, presenta características recurrentes en la producción de Amoreira, como la supresión de la puntuación, la transgresión de la ortografía, el uso de verbos en infinitivo y amplias analogías. 
El profesor de la USP, Mario Tommaso Pugliese Filho, analizó el libro Edoardo, o Ele de Nós (Editora 7Letras), de Flávio Viegas Amoreira, destacando su complejidad narrativa y temática. Según Pugliese, la obra explora la relación homosexual desde una perspectiva que contrasta el “ser”, entendido como la unión metafísica y esencial del encuentro romántico, con el “quedarse”, un concepto contingente asociado a la desvinculación erótica. El autor utiliza la fisicalidad como medio para ironizar la idea metafísica, sugiriendo juegos de palabras con doble sentido. 

## Obras
- Maralto (7 Letras, 2002);

- La Biblioteca Sumergida (7Letras, 2003);
- Contogramas (7Letras, 2004);
- Escorbuto, rincones de la costa, (7Letras, 2005)
- Edoardo, el de nosotros (2007),
- Los contornos de la montaña son las despedidas del océano al muelle (Dulcineia Catadora, 2007)
- Sampoema (Ateliê Acaia, 2008)
- Clarice Lispector: guión de lo insondable
- Disaforismos y tramas del metro (Kazuá, 2015)
- El vacío reflejado a la luz de la nada (Kazuá, 2015)
- Whitman Mi hermano (Imaginário Coletivo, 2019)
- Persona de otra orilla (Imaginário Coletivo, 2019)
- Gilberto Mendes: Notas biográficas (2021)
- A pesar de ti, yo cuento (Kotter, 2022)
- Whitman y Pessoa, mis camaradas (Kotter, 2023)
- Des Casulo (Costillas Felinas, 2024)
- Vicente de Carvalho redescubierto (Costelas Felinas, 2024) [11]